# Tellervo sontinus
Tellervo sontinus är en fjärilsart som beskrevs av Hans Fruhstorfer 1911. Tellervo sontinus ingår i släktet Tellervo och familjen praktfjärilar. Inga underarter finns listade i Catalogue of Life.